# Vincenzo Del Colle
Vincenzo Del Colle (Roma, 16 aprile 1938) è un politico italiano.

## Biografia
Esponente della Democrazia Cristiana, fu consigliere regionale in Abruzzo e ricoprì la carica di presidente del consiglio dal 6 maggio 1990 al 24 ottobre 1992, quando venne eletto presidente della Regione dopo l'arresto della giunta guidata da Rocco Salini. Con la dissoluzione della DC aderì ai Popolari, e fu eletto nuovamente nel 1995 rivestendo la carica di assessore regionale nella giunta di Antonio Falconio. Tornò in consiglio regionale per un breve periodo da marzo 2004 a febbraio 2005.
Fu anche consigliere comunale a Pescara (1998-2003) e a Civitella Casanova (2006-2011).